# Carl Ferdinand Füchs
Carl Ferdinand Füchs   (Viena, 11 de febrer de 1811 - Viena, 7 de gener de 1848), fou un compositor i violinista austríac.
Estudià al Conservatori de la seva ciutat natal i es distingí ben aviat com a compositor de lieder. Va estrenar, a més, les òperes:
- Gutenberg (1844), llibret d'Otto Prechtler, estrena mundial l'1 d'abril de 1846 a Graz
- Der Tag der Verlobung;
- Die Studenten von Salamanca